# Здание железнодорожного вокзала (Нежин)
Здание железнодорожного вокзала — памятник архитектуры и памятник истории местного значения в Нежине. Здание используется по назначению — станция «Нежин».

## История
Решением исполкома Черниговского областного совета народных депутатов от 28.06.1989 № 130 присвоен статус памятник истории местного значения с охранным № 6971 под названием Комплекс железнодорожного вокзала — станция Нежин, где в годы фашистской оккупации действовало 5 подпольных групп, которые входили в состав Киевской подпольной организации «Смерть немецким оккупантам». В 1988 году установлена мемориальная доска подпольщикам.
Приказом Министерства культуры и туризма от 21.12.2012 № 1566 присвоен статус памятник архитектуры местного значения с охранным № 10008-Чр под названием Комплекс железнодорожного вокзала.
Комплекс включает 4 объекта культурного наследия вновь выявленных: вокзал железнодорожной станции Нежин (1865—1868), ремонтные мастерские и паровозное депо железнодорожной станции Нежин (конец 19 века), контора железнодорожной станции Нежин (конец 19 века), служебный дом железнодорожной станции Нежин (конец 19 века).

## Описание
В период 1865—1868 годы в 5 км от города Нежина был построен вокзал на Курско-Киевской железнодорожной магистрали.
Вторая в Нежине подпольная группа во время немецко-фашистской оккупации возникла в 1942 году на ж/д станции Нежин. Её возглавлял помощник дежурного по станции О. Я. Кузьменко, офицер М. Ф. Шешеня, работник депо О. Ф. Бандисик. Подпольщики срывали сроки ремонта локомотивов, собирали оружие для партизан, переправляли в лес нежинцев. Группа действовала в контакте Киевской подпольной организации «Смерть немецким оккупантам!».
Каменный, 2-этажный, асимметричный, прямоугольный в плане дом. Фасад асимметричный, где со стороны ж/д линии ризалиты смешены от центра на запад, украшены рустованными пилястрами и венчаются треугольным фронтонами в ширину двух центральных пилястр. Фасад со стороны Вокзальной улицы зеркальный фасаду со стороны ж/д линии, с двумя ризалитами, но при этом восточный ризалит (здесь главный вход) с фронтоном во всю его ширину (в тимпане закреплено слово «вокзал») и 4-колонным портиком, несущим балкон 2-го этажа. Со стороны Вокзальной улицы фасад имеет два флигеля (крыла), которые равноудалённые от главного входа, но смещены на восток от центра самого дома — восточный флигель (в отличие от западного) является боковым. Фасад опоясывают межэтажный (тяга) и венчающий карнизы. Окна четырёхугольные, окна 2-го этажа украшены строгими наличниками. Имеет два входа — со стороны ж/д линии и улицы.